# Алтимет фризби
Алтимет (познат и као алтимет фризби) је такмичарски тимски спорт без физичког контакта који се игра фризбијем тј. летећим диском. Циљ игре је освојити поен додавањем диска саиграчу који се нађе у противничкој зони, слично као у америчком фудбалу. Играч се не сме кретати док држи диск. Алтимет је препознатљив по фер и тимској игри, и уживању у њој.
Оригинално зван „алтимет Фризби“, овај спорт је правилније звати „алтимет“ зато што је "Фризби" заштићено име за дискове које производи Wham-O. Игра се игра са 175 грамским диском. Само за неке локалне и интернационалне турнире постоје посебни дискови које је одобрила асоцијација одговорна за те турнире.

## Правила игре
Постоје две групе скоро идентичних правила: правила UPA која се користе у Северној Америци и правила WFDF која се користе у свим осталим деловима света. Углавном су иста са мањим разликама. Овај чланак даје преглед правила која су иста у оба случаја. За више детаља погледајте веб-сајтове надлежних организација који су дати на крају чланка.

### Циљ игре
Циљ алтимета је постићи поен тако што се успешно прихвати саиграчев pass у пољу противничке зоне.
(Неко се може несложити са овим, тврдећи да је ово секундарни циљ, где је примарни забавити се и провести лепе тренутке; на многим турнирима, награда "Spirit of the Game" - „Дух игре“ (погледај испод) је подједнако вредна као и освајање финала.) Меч је завршен када један од тимова освоји унапред договорени број поена (обично 17 поена). Овим се обезбеђује да тим може победити искључиво освајањем поена, а не пуким истицањем времена за игру.

### Тимови
Алтимет обично играју два тима од по седам играча. У неформалним мечевима овај број варира. Измене међу играчима се обављају у паузама између постизања поена, где су тимови обично у могућности да имају до 20 резервних играча на клупи у току турнира. Недостатак играча за измену може натерати тим да игра комплетан меч без измена, што је познато као savage (дивљак) или Ironman (челични човек).

### Поље
Правила игре налажу да терен буде 70 јарди (64 метара) пута 40 јарди (37 метара). По правилима UPA, крајња зона је дугачка 25 јарди (23 метара), док по правилима WFDF, крајња зона је 18 метара. У нормалним околностима, алтимет се игра на отвореном травнатом терену. Линије терена су означене бојом и чуњевима.

### Ток игре

#### Пул или избацивање
Играчи стану у линију на ивицу њихових зона, и екипа која је у одбрани баца диск, ради тзв. пул бацање, екипи која је у нападу, тако да они могу отпочети игру. Пулови су нормално дугачки и високи, тако да дају одбрани прилику да се помере што даље напред на терену. Ипак, понекад је пул кратак, са намером да се диск откотрља након што удари о земљу. Ако одбрана дотакне пул, а не ухвати га, диск се додељује противничкој екипи.
Често, пул почиње члан одбране тиме што подигне једну руку држећи диск у њој, саопштавајући тако да је његов тим спреман да почне игру. Када је тим који је у нападу спреман да прихвати пул, један од играча из те екипе такође подигне руку.
Тим који почиње игру пулом одабира се у сличном стилу као бацање новчића. По једна особа из обије екипе узме по диск и баци га у ваздух да се врти као новчић. Представник претходно договореног тима каже „исти“ или „различити“ у вези са начином на који ће дискови пасти, да ли оба на исту страну или на различиту. Некада се један диск заврти и бира се или „глава“ или „писмо“, што се односи на страну диска са дизајном (глава) или празну страну фризбија (писмо) која ће бити видљива након пада диска на земљу. Ако погоде, могу бирати или да прихватају пул први, или да изаберу страну терена. Страна терена је битна у зависности од правца ветра или сунца.

#### Кретање диска
Диск се може кретати у било ком правцу додајући пас ка саиграчу. Играч који хвата диск мора се зауставити након неколико корака, зависно колико је био јак његов моменат у трку, након чега се може само ротирати око пивотирајуће ноге. Играч мора одредити пивотирајућу ногу прије бацања. Бацач може само да ухвати диск који је бацила његова/њена екипе, ако се деси да га противник дотакне у лету.
Након хватања диска, играч има десет секунди да га баци даље. Овај период је познат као „стол“ или отезање, и сваки секунд се гласно броји (стол бројање) од стране одбране (маркера) који стоји у кругу од три метра од бацача. Играч може да држи диск и више од десет секунди ако нема маркера у кругу од три метра, или ако маркер не броји гласно стол; ако се маркер промени, нови маркер мора да почне бројање од нуле.

#### Поентирање
Поен се постиже када било који играч ухвати додавање у противничкој зони. (У старијој верзији правила само напад може да поентира. UPA правила дозвољавају одбрамбеном играчу да пресече додавање нападача у зони напада, што се назива Калахан гол, али WFDF правила ово не рачунају као поен.) Након постигнутог поена, тимови измене стране; тим који је постигао поен остаје у тој зони, а противнички тим узима супротну зону; игра креће из почетак пулом тима који је претходно постигао поен.

## Алтимет у Србији
У Србији је алтимет заживео 2000. године у Истраживачкој станици Петница (најзаслужнији за то су Ива Чукић, Срђан Кеча и Роберт Стојнић). Добија назив “разби” као домаћа адаптација алтимeт фризбија (реч РАЗБИ – настала спајањем речи РАгби и фриЗБИ). Популарност стиче у Београду, Новом Саду, Панчеву и Суботици. Први фризби клуб у Србији био је “Локвањ” из Панчева. Нажалост, фризби клуб "Локвањ" више не постоји. У Србији је било активно шест алтимет клубова: Air Djewrek (Нови Сад), Соко (Панчево), Диско клипани (Шабац), Нераднички (Београд), WASPS (Суботица) и Чиче (Јагодина). Након неколико организованих турнира, у форми купа (Србије), као и пријатељских утакмица између клубова у протеклој деценији, у сезони 2014/2015 одиграна је прва Алтимет лига Србије. Екипе из Србије, међу којима се истакла екипа WASPS из Суботице, су имале и запажено учешће у регионалној алтимет лиги.   
У Београду је формиран клуб играча алтимета из Русије - Cevap Ultimate.
2021. године Србија тј. Serbian Flying Disc Association (SFDA) је примљена у Светску федерацију за летећи диск (WFDF).

## Најзначајнији турнири
- World Ultimate & Guts Championships (WUGC), међународни турнири у коме учествују национални тимови; организован од стране WFDF. веза за турнир 2008..
- World Ultimate Club Championships (WUCC), међународни турнир у коме учествују клупски тимови; организује га WFDF. веза за турнир 2006..
- European Ultimate Championships (EUC), Европски турнир у коме учествују национални тимови; организује га EFDF. веза за турнир 2007..
- World Junior Ultimate Championships (WJUC), међународни турнир у коме учествују национални омладински тимови; организује га WFDF. веза за турнир 2006..
- UPA Championship Series, серија америчких и канадских турнира у којима учествују регионални тимови; организују их UPA. веза за Championship Series.
- Potlatch, најмасовнији CoEd алтимет турнир на свету; организује га DiscNW.веза за турнир 2006.
- Canadian Ultimate Championship, серија канадских националних турнира у којој учествују регионални тимови из лига који су се квалификовали; организује га CUPA.веза за турнир 2006.

### Алтимет на плажи
- Paganello Архивирано на веб-сајту  (22. јун 2013), незванични алтимет на плажи светски куп, који се одржава сваке године у време ускршњих празника у Римини, Италија.

- Burla Beach Cup. A large tournament, in 2006 hosted 70 teams, held every year in September in Viareggio, Tuscany, Italy. Organized by the Tuscan Flying Bisch Association.

- World Championship Beach Ultimate 2007 (WCBU2007). The 2nd 5-on-5 Beach Ultimate World Championship for national teams. Will be held in December 2007 in Brazil. Organized by Federação Paulista de Disco with the collaboration of BULA.

### Тимови у Србији
- Нови Сад
- Фризби Београд-Ђани
- Разби тим Панчево
- Диско клипани — Алтимет фризби клуб Шабац
- Ultimate Frisbee Club "Wasps" Subotica

### Извори за играче
- Ultipedia.org - the Ultimate wiki
- The Ultimate Handbook
- The old Ultimate Handbook (content that is not in the new one)
- The old Ultimate Handbook (PDF)
- Ultimate Lingo (glossary)
- Ultimate Talk (blog aggregator)
- PlayUltimate (high school ultimate news and commentary)
- Ultimate History Book

### Правила
- (језик: енглески)
- (језик: енглески)  Архивирано на веб-сајту  (28. септембар 2020)
- (језик: српски)  правила на српском језику.

### Међународне лиге и удружења
- The World Flying Disc Federation Homepage
- European Flying Disc Federation Homepage
- The Ultimate Players Association Homepage
- The Canadian Ultimate Players Association Homepage
- The Beach Ultimate Lovers Association Homepage
- Алтимет асоцијација Уједињеног Краљевства
- Јужноафричка асоцијација за летећи диск
- Diabolic Hell Belgian Ultimate Frisbee Team

### Остале везе
- Светски алтимет куп на плажи Архивирано на веб-сајту  (22. јун 2013)

1. ↑  Ultimate Frisbee SERBIA (2009-07-14), Ultimate Frisbee (in) Serbia - Altimet frizbi u Srbiji, Приступљено 2024-06-21
2. ↑  Георгий Соколов (2023-09-16), Cevap Ultimate vs Elia Ultimate, Приступљено 2024-06-21
3. ↑  WFDF (2021-08-23). „WFDF adds Ghana, Nigeria, Madagascar, Serbia, and Kyrgyzstan as member National Federations”. WFDF (на језику: енглески). Приступљено 2024-06-21.